# 小鹿村 (新潟県)
小鹿村（こしかむら）は、かつて新潟県中蒲原郡にあった村。1901年11月1日の新設合併によって消滅し、現在は新潟市秋葉区の一部となっている。
以下の記述は合併直前当時の旧小鹿村に関しての記述であり、現在では名称等が異なる場合がある。なお、ここに記述されていない内容に関しては新潟市などの記事を参照。

## 沿革
- 1889年（明治22年）4月1日 - 町村制施行に伴い中蒲原郡小戸新田（一部）、大鹿新田が合併し、小鹿村が発足。
- 1901年（明治34年）11月1日 - 中蒲原郡小梅村と合併し、小合村となり消滅。

## 地域
小鹿村は、合併した村名を継承する以下の大字で構成される。
大鹿（おおじか）

1889年（明治22年）まであった大鹿新田の区域。現在の新潟市秋葉区大鹿。
小戸上組（こどかみぐみ）

1889年（明治22年）まであった小戸新田の内字上組の区域。現在の新潟市秋葉区小戸上組。
小戸下組（こどしもぐみ）
1889年（明治22年）まであった小戸新田の内字下組の区域。現在の新潟市秋葉区小戸下組。
栗宮（くりみや）

1889年（明治22年）まであった小戸新田の内字栗宮の区域。現在の新潟市秋葉区栗宮。